# Agrapidhiá
Agrapidhiá (Agrapidia) är en ort i Grekland.   Den ligger i prefekturen Fthiotis och regionen Grekiska fastlandet, i den centrala delen av landet, 180 km nordväst om huvudstaden Aten. Agrapidhiá ligger 323 meter över havet och antalet invånare är 162.
Terrängen runt Agrapidhiá är kuperad åt sydost, men åt nordväst är den platt. Terrängen runt Agrapidhiá sluttar västerut. Runt Agrapidhiá är det glesbefolkat, med 15 invånare per kvadratkilometer. Närmaste större samhälle är Fársala, 12,4 km norr om Agrapidhiá. Trakten runt Agrapidhiá består till största delen av jordbruksmark.